# Майсторите, които върнаха времето напред
Филмът разказва за тайните на брациговските майстори, чиято слава стига чак до Цариград. Години наред те строят изящни къщи, мостове, камбанарии и черковни сгради без нито една скица пред себе си. Те са еднакво уважавани от католиците, от обикновени мюсюлмани, както и от султана. Подобно на масоните, имат своя затворена общност, различен език и традиции.
Филмът е носител на първа награда в категорията Документално кино на Международния фестивал за туристически филми във Велико Търново „На Източния бряг" през 2015-а. Той се съревновава в конкуренция с продукциии на Националните туристически бордове на туристически държави като Индонезия, Бразилия, Хърватия, Франция, Португалия...

## СЮЖЕТ
Началото на четиринайсети век. Ордите на Османската империя сриват впечатляващата дворцова архитектура на току-що завзетото Българско царство. Ще минат повече от четири века преди по тези земи отново да започне мащабно строителство. Но то ще преобърне историята на целия Балкански полуостров. От вкопани в земята черккви до блестящия, уникален за света, шедьовър – Пазарджишката „Света Богородица“. Това е делото на брациговските майстори-зидари. Мъжете, които са строили във Флоренция и Верона, се разхождат с ордени, връчени им лично от султана, защитават се с оръжие в ръка от мюсюлманските банди, омайват с плановете си за строежите на най-впечатляващите архитектурни проекти в империята. А след тяхното дело, ще започне и най-кървавото въстание в Европа през 19 век – Априлското в България. Една впечатляваща история за изкуство и революция, разказана от британския актьор и музикант Марк Босани.

## ЕКИП
Режисьор: Степан Поляков
Изпълнителен продуцент: Вивиан Бояджиева
Оператор: Момчил Александров
Асистент оператор: Светлин Йорданов
Композитор: Валери Пастармаджиев
Сценарист: Степан Поляков
Диктор: Марк Босани
Актьор: Марк Босани
Монтажист: Момчил Александров
Продуценти: Степан Поляков, Момчил Александров